# الزراعة الحساسة للمستجمعات المائية

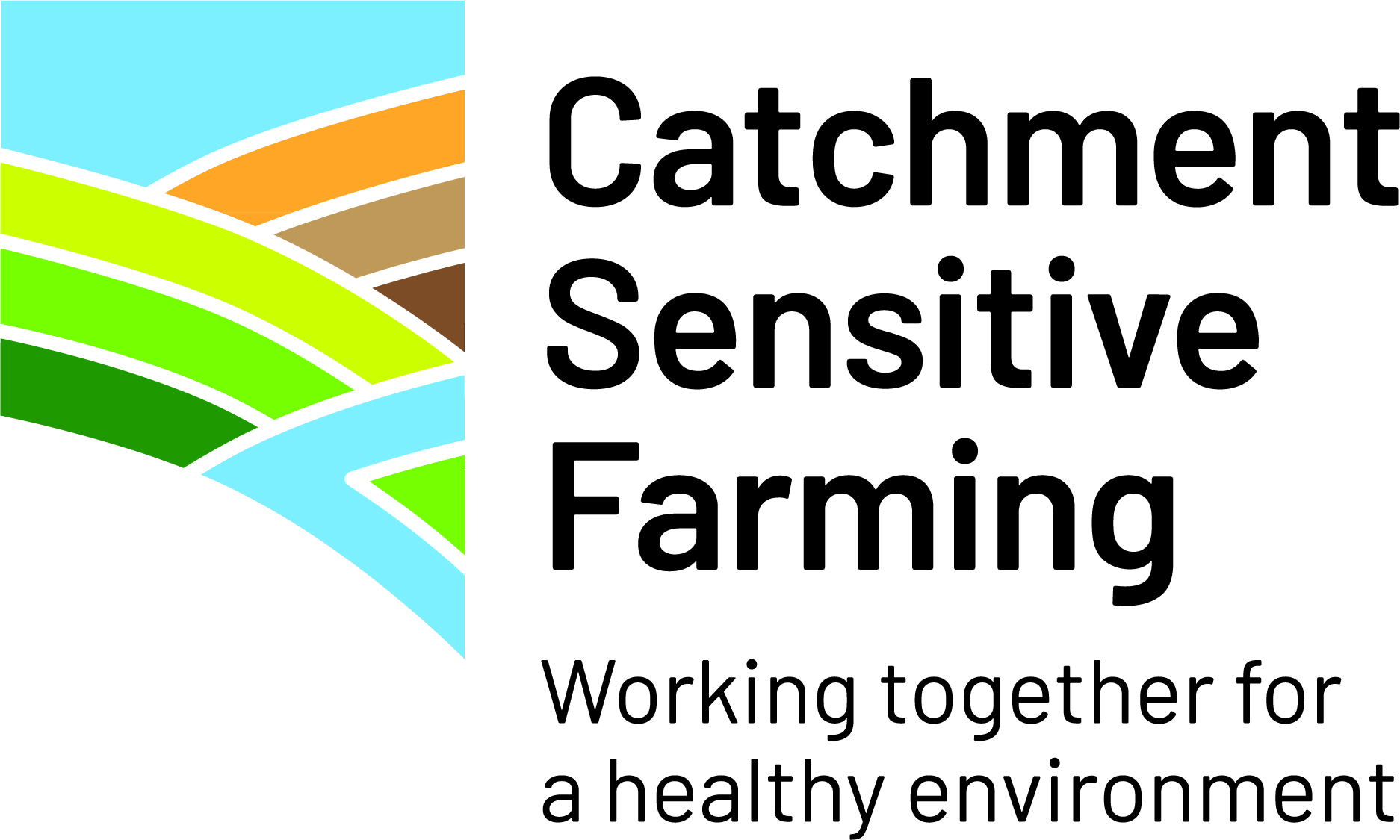
شعار الزراعة الحساسة للمستجمعات المائية، وهو برنامج استشاري زراعي تموله حكومة المملكة المتحدة.

الزراعة الحساسة لمستجمعات المياه هي عبارة عن برنامج زراعة مستدامة طورته وكالة البيئة وشركة ناتشرال إنجلاند وتهدف إلى حماية مستجمعات المائية من التلوث عن طريق الجريان السطحي الزراعي. ويقدم منحا للمزارعين للمساعدة في تطوير أساليب زراعية مستدامة بيئيا تحد من تلوث مجموعات المياه القريبة. من يناير إلى يوليو 2013، تم إصدار ما يزيد عن 11 مليون جنيه إسترليني من المنح. بالإضافة إلى التمويل، تقدم شركة ناتشرال إنجلاند المشورة المجانية، وعمليات التفتيش على المزارع، وبرامج التدريب للمزارعين.

## الهدف
الهدف من الزراعة الحساسة لمستجعات المياه (CSF) في النهاية هو تحسين التأثيرات البيئية لهذه المزارع على كوكبنا. يتم نصح المزارعون بواسطة مشروع CSF الذي يستخدم موظفين مدربين وذوي خبرة لتعليم المزارعين الطرق التي يمكن استخدامها. يتم تعليم المزارعين حول الموضوعات التالية: إدارة السماد، وإدارة المغذيات، وحالة التربة، وإدارة المبيدات، والبنية التحتية الزراعية. تعاونت المنظمة في مجال الزراعة الحساسة لمستجمعات المياه مع أربع منظمات مختلفة لمساعدة المزارعين: مجلس تنمية الزراعة والبستنة، ومجموعة إدارة المغذيات المهنية، وصندوق النهرين، والمبادرة الطوعية.

## مجلس تنمية الزراعة والبستنة
يناقش مجلس تنمية الزراعة والبستنة إدارة التربة لزيادة الإنتاجية وتقليل تأثير الزراعة على البيئة. إذا كان هيكل التربة دون المستوى، فإن نمو المحصول يكون دون المستوى، والتربة المفقودة ستدخل الأنهار والجداول ملوثة البيئة. للإدارة السليمة للتربة، تعتبر هذه الخطوات ضرورية لتقييم التربة وعينة التربة والزراعة لتحسين التربة وحماية البيئة. لتقييم صحة التربة، يتم حفر حفرة التربة. بمجرد حفر حفرة التربة يتم أخذ عينات من التربة وتحليلها. يتم جمع المعلومات فيما يتعلق بالمحتوى الغذائي ودرجة الحموضة في التربة، ويتم فحص المغذيات الدقيقة بواسطة تحليل واسع النطاق. الخطوة الثالثة، زراعة التربة وتدويرها يحسن كل من بنية التربة والصحة. أثناء الزراعة والدوران، يجب أن يتعلم المزارع العلامات البصرية للضغط، وأن يعرف متى يزرع التربة الصالحة للزراعة. الخطوة الأخيرة لإدارة التربة وفقا لمجلس تنمية الزراعة والبستنة هي تقليل تأثير المزارعين - الحد من ومنع الجريان السطحي من خلال استخدام البنوك والشرائط العازلة وإدارة الترام.